# پاتیت (تگزاس)
پاتیت، تگزاس(به انگلیسی: Poteet, Texas) شهری در ایالت تگزاس از ایالات جنوبی ایالات متحده آمریکا است. در سرشماری سال ۲۰۰۰، جمعیت این شهر ۳۳۰۵ نفر اعلام شد.

## جستارهای ویژه
- فهرست شهرهای تگزاس